# Jogos Sul-Americanos de 2018
Jogos Sul-Americanos de 2018, oficialmente XI Jogos Sul-Americanos (em espanhol: XI Juegos Sudamericanos, em inglês: 11th South American Games), foi a décima primeira edição do evento multi-desportivo no qual se fazem presentes atletas das nações filiadas à Organização Desportiva Sul-Americana (ODESUL). 
Pela segunda vez na história, este evento teve como país-sede a Bolívia. A primeira ocasião foi em 1978, na sua capital La Paz.

## Eleição da cidade-sede

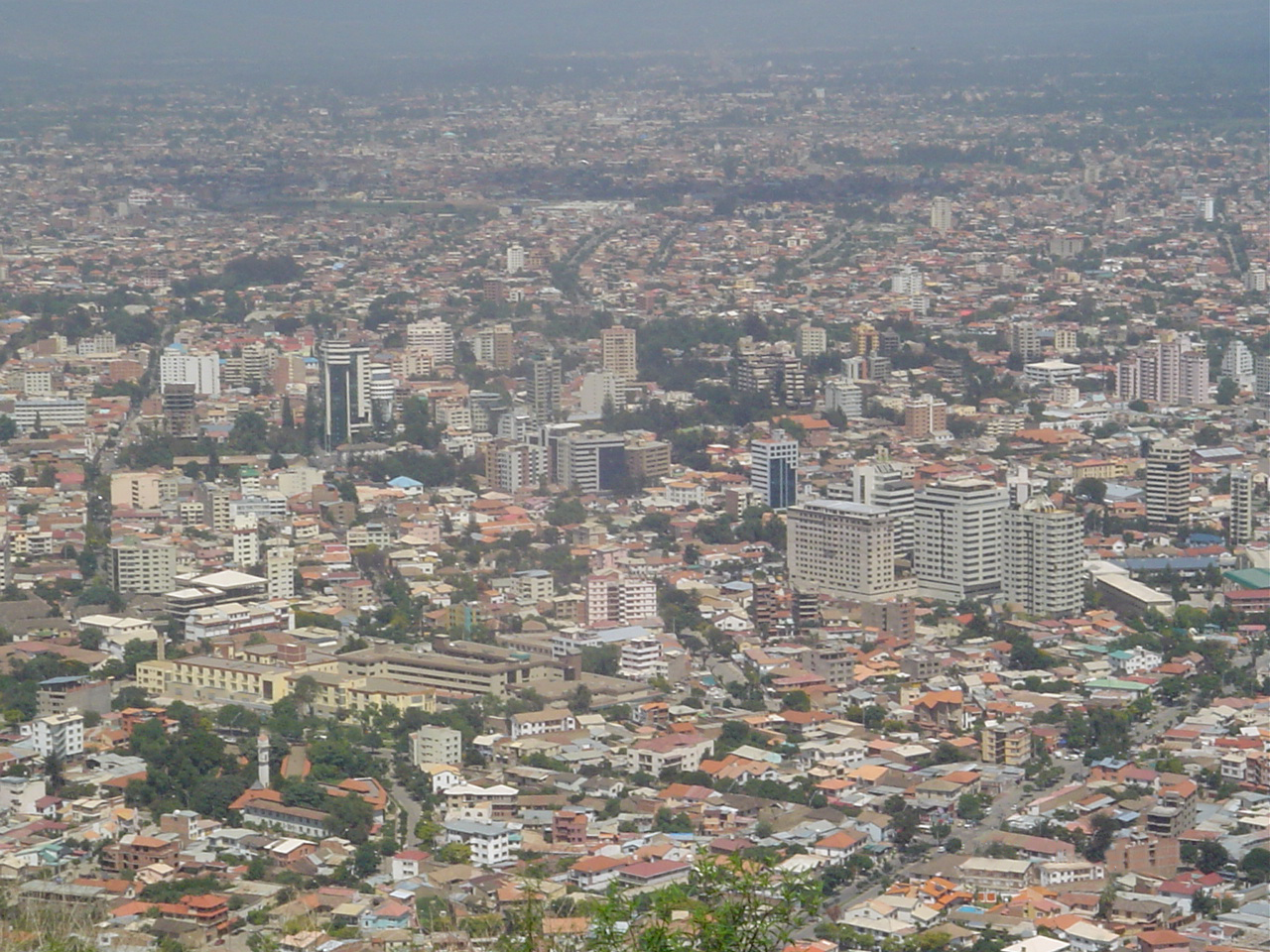
Vista da região central da cidade.

Os comitês olímpicos de Bolívia, Venezuela e Peru registraram o seu interesse perante a ODESUR, para sediar os Jogos Sul-Americanos de 2018. Lima (capital peruana) e Puerto La Cruz (cidade venezuelana) se candidataram para receber os Jogos.
Algum tempo antes do fim do processo de escolha, as duas citadas cidades desistiram de receber o evento. Com isso, em dezembro de 2013, a Cochabamba foi aclamada como sede dos Jogos Sul-Americanos de 2018.

## Organização

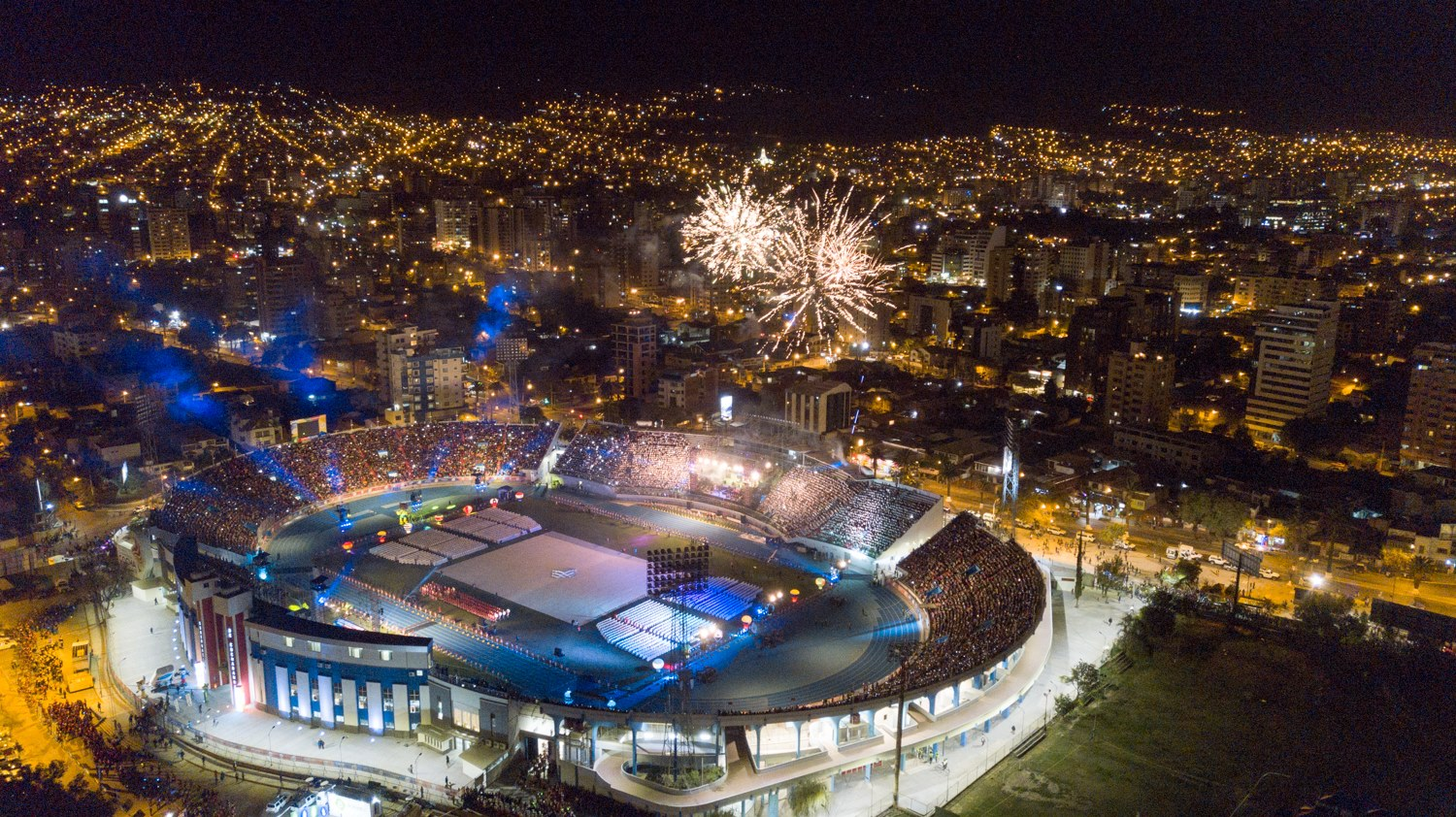
Estadio Félix Capriles, durante a abertura dos Jogos Sul Americanos, em 26 de maio de 2018.

Em 2015, a possibilidade de Cochabamba perder o direito de sediar o evento foi levantada, em virtude dos atrasos nas obras. A ODESUL, desta forma, deu como prazo o dia 30 de outubro de 2015 para confirmar a permanência do evento na cidade.
A construção de 11 locais de competição, bem como o master plan dos Jogos, foram anunciados em janeiro de 2016.
A 29ª Assembleia Ordinária Geral da ODESUL, realizada em 21 de maio de 2016, ratificou Cochabamba como sede da competição de 2018. Nesta ocasião, foi relatada a expectativa desta edição alcançar o recorde de participação de atletas (passando a marca de 4 mil competidores). Pela primeira vez na história dos Jogos Sul-Americanos, foram disputadas as 28 modalidades obrigatórias presentes no programa olímpico, incluindo o pentatlo moderno.

### Comitê Organizador
Em 23 de outubro de 2014, foi oficializada a criação do Comitê Organizador do XXI Jogos Sul-Americanos Cochabamba 2018 (CODESUR). Após diversas tentativas de nomeação para a presidência do CODESUR, Jorge Ledezma Cornejo assumiu o cargo em novembro de 2015 e renunciou ao mesmo em junho de 2016. Após este fato acabou assumindo, interinamente, o Ministro dos Esportes Tito Montaño, até que José Luis Zelada assumisse definitivamente o cargo, o que acabou ocorrendo no final daquele mês.

## Símbolos dos Jogos

### Mascotes e logotipo
Em 20 de maio de 2016, foram oficialmente apresentados os mascotes dos Jogos Sul-Americanos de 2018. São eles a onça-pintada de nome Nuna (que significa "espírito") e o urso-andino chamado Juki. O comitê organizador decidiu por incluir uma fêmea e um macho, em defesa da igualdade de gênero.
A marca oficial dos Jogos, incluindo o logotipo, foi desenhado por Ariel Prado e Verónica Flores, graduados em  Design Gráfico e Comunicação na Universidade de San Simón. O logotipo é uma Cantuta em forma da chama olímpica que tem cores diferentes, sendo a sua base verde, seguido de amarelo, laranja e vermelho, tudo estando próximo da frase "Cocha XI Jogos Sul-Americanos de 2018".

## Países participantes
Participaram deste evento quatorze comitês olímpicos nacionais, assim como na última edição dos Jogos Sul-Americanos em Santiago. São todos eles são filiados à Organização Desportiva Sul-Americana: doze países da América do Sul, um país da América Central (Panamá) e um território autônomo do Caribe (Aruba).
Diferentemente da última edição, quando o objetivo do Brasil foi liderar o quadro de medalhas e preparar os atletas para os Jogos Olímpicos de 2016, o Comitê Olímpico Brasileiro enviou para Cochabamba uma delegação menor, com o objetivo de classificar equipes para os Jogos Pan-Americanos de 2019 em eventos que servem de qualificação e preparar jovens atletas nas demais modalidades. A delegação brasileira foi formada por 316 atletas (que competiram em 30 modalidades diferentes), sendo a sexta maior deste evento (ficando atrás de Bolívia, Argentina, Venezuela, Peru, Chile e Colômbia).
| Lista de países participantes |
| --- |
| - ARG Argentina (534) - ARU Aruba (10) - BOL Bolívia (617) - BRA Brasil (316) - CHI Chile (449) - COL Colômbia (461) - ECU Equador (234) - GUY Guiana (11) - PAN Panamá (55) - PAR Paraguai (269) - PER Peru (447) - SUR Suriname (13) - URU Uruguai (217) - VEN Venezuela (394) |

## Esportes
O programa destes Jogos foi composto de trinta e cinco esportes (todos reconhecidos pela ODEPA), estando eles no programa dos Jogos Pan-Americanos (os vinte e oito esportes olímpicos obrigatórios, um olímpico opcional e mais seis pan-americanos). Alguns eventos esportivos serviram de qualificatórias sul-americanas para os Jogos Pan-Americanos de 2019, que serão celebrados em Lima, a capital do Peru (sendo este o caso do hóquei sobre a grama e do handebol, por exemplo).
Esta foi a primeira edição em que todos os eventos olímpicos estiveram no programa oficial. Retornam aos Jogos Sul-Americanos (após ausência em Santiago-2014) o badminton, a ginástica de trampolim e o polo aquático. Dentro da categoria de eventos opcionais, o Comitê Organizador de Cochabamba-2018 escolheu pela inclusão do futsal.
| - Atletismo (detalhes) - Badminton (detalhes) - Basquetebol: - Basquetebol (detalhes) - Basquetebol 3x3 (detalhes) - Boliche (detalhes) - Boxe (detalhes) - Canoagem (detalhes) - Caratê (detalhes) - Ciclismo: (detalhes) - BMX - Estrada - Mountain bike - Pista | - Esgrima (detalhes) - Esportes aquáticos: - Nado sincronizado (detalhes) - Natação (detalhes) - Polo aquático (detalhes) - Saltos ornamentais (detalhes) - Esqui aquático (detalhes) - Futebol: - Campo (detalhes) - Futsal (detalhes) - Ginástica: (detalhes) - Artística - Rítmica - Trampolim | - Golfe (detalhes) - Halterofilismo (detalhes) - Handebol (detalhes) - Hipismo (detalhes) - Hóquei sobre a grama (detalhes) - Judô (detalhes) - Lutas (detalhes) - Patinação sobre rodas: (detalhes) - Artística - Velocidade - Pelota basca (detalhes) - Pentatlo moderno (detalhes) - Raquetebol (detalhes) | - Remo (detalhes) - Rugby sevens (detalhes) - Squash (detalhes) - Taekwondo (detalhes) - Tênis (detalhes) - Tênis de mesa (detalhes) - Tiro com arco (detalhes) - Tiro esportivo (detalhes) - Triatlo (detalhes) - Vela (detalhes) - Voleibol: - Praia (detalhes) - Quadra (detalhes) |

## Calendário
| CA | Cerimônia de abertura | ● | Competições | 1 | Finais | CE | Cerimônia de encerramento |

| Maio / Junho         | Maio / Junho            | 26 Sáb | 27 Dom | 28 Seg | 29 Ter | 30 Qua | 31 Qui | 1 Sex | 2 Sáb | 3 Dom | 4 Seg | 5 Ter | 6 Qua | 7 Qui | 8 Sex | Eventos |
| -------------------- | ----------------------- | ------ | ------ | ------ | ------ | ------ | ------ | ----- | ----- | ----- | ----- | ----- | ----- | ----- | ----- | ------- |
| Cerimônias           | Cerimônias              | CA     |        |        |        |        |        |       |       |       |       |       |       |       | CE    |         |
| Aquáticos            | Saltos ornamentais      |        |        |        |        |        |        |       |       |       |       | 2     | 1     | 2     | 2     | 7       |
| Aquáticos            | Nado sincronizado       |        |        |        |        |        |        |       |       | ●     | ●     | 1     | 1     |       |       | 2       |
| Aquáticos            | Natação                 |        | 7      | 8      | 9      | 8      |        | 2     |       |       |       |       |       |       |       | 34      |
| Aquáticos            | Polo aquático           | ●      | ●      | ●      | ●      | 1      |        |       |       |       |       |       |       |       |       | 1       |
| Atletismo            | Atletismo               |        |        |        |        |        |        |       |       |       |       | 9     | 13    | 13    | 10    | 45      |
| Badminton            | Badminton               | ●      | ●      | 1      | ●      | ●      | 5      |       |       |       |       |       |       |       |       | 6       |
| Basquetebol          | Basquetebol             |        | ●      | ●      | ●      | ●      | 1      |       |       | ●     | ●     | ●     | ●     | 1     |       | 2       |
| Basquetebol          | Basquetebol 3x3         |        |        |        |        |        |        | ●     | 2     |       |       |       |       |       |       | 2       |
| Boliche              | Boliche                 | ●      | 2      | ●      | ●      | 2      |        |       |       |       |       |       |       |       |       | 4       |
| Boxe                 | Boxe                    |        |        |        |        |        |        | ●     | ●     | ●     | ●     | ●     | 13    |       |       | 13      |
| Canoagem             | Canoagem                |        |        |        |        |        |        |       |       |       |       |       | 4     | 5     | 3     | 12      |
| Caratê               | Caratê                  |        | 4      | 4      | 4      |        |        |       |       |       |       |       |       |       |       | 12      |
| Ciclismo             | Ciclismo BMX            |        |        | ●      | 2      |        |        |       |       |       |       |       |       |       |       | 2       |
| Ciclismo             | Ciclismo de pista       |        |        |        |        | 3      | 2      | 3     | 4     |       |       |       |       |       |       | 12      |
| Ciclismo             | Ciclismo de estrada     |        | 2      |        |        |        |        |       |       | 2     |       |       |       |       |       | 4       |
| Ciclismo             | Mountain bike           |        |        |        |        |        |        |       |       |       |       | 2     |       |       |       | 2       |
| Esgrima              | Esgrima                 |        | 2      | 2      | 2      | 2      | 2      | 2     |       |       |       |       |       |       |       | 12      |
| Esqui aquático       | Esqui aquático          |        |        |        |        |        | ●      | 6     | 4     |       |       |       |       |       |       | 10      |
| Futebol              | Futebol                 |        | ●      | ●      | ●      | ●      | ●      | ●     | ●     | ●     | 1     | 1     |       |       |       | 2       |
| Futebol              | Futsal                  | ●      | ●      | ●      | ●      | 1      |        |       |       |       | ●     | ●     | ●     | ●     | 1     | 2       |
| Ginástica            | Ginástica artística     |        | 2      | 2      | 5      | 5      |        |       |       |       |       |       |       |       |       | 14      |
| Ginástica            | Ginástica rítmica       |        |        |        |        |        |        |       |       |       | 2     | 3     | 3     |       |       | 7       |
| Ginástica            | Ginástica de trampolim  |        |        |        |        |        |        | ●     | 2     |       |       |       |       |       |       | 2       |
| Golfe                | Golfe                   |        |        |        |        | ●      | ●      | ●     | 3     |       |       |       |       |       |       | 3       |
| Halterofilismo       | Halterofilismo          |        |        | 4      | 4      | 4      | 4      |       |       |       |       |       |       |       |       | 16      |
| Handebol             | Handebol                |        | ●      | ●      | ●      | ●      | 1      |       | ●     | ●     | ●     | ●     | 1     |       |       | 2       |
| Hipismo              | Hipismo                 |        |        |        |        | ●      | 1      |       | 1     |       |       |       |       |       |       | 2       |
| Hóquei sobre a grama | Hóquei sobre a grama    |        |        |        | ●      | ●      | ●      | ●     | ●     | ●     | ●     | ●     | 1     | 1     |       | 2       |
| Judô                 | Judô                    |        | 4      | 4      | 4      | 2      |        |       |       |       |       |       |       |       |       | 14      |
| Lutas                | Lutas                   |        |        |        |        |        |        |       |       |       |       | 6     | 6     | 6     |       | 18      |
| Patinação            | Patinação artística     |        |        |        |        |        |        |       |       |       |       | ●     | 2     |       |       | 2       |
| Patinação            | Patinação de velocidade |        | 4      | 4      | 2      |        |        |       |       |       |       |       |       |       |       | 10      |
| Pelota basca         | Pelota basca            |        |        |        |        |        |        |       |       | ●     | ●     | ●     | ●     | ●     | 5     | 5       |
| Pentatlo moderno     | Pentatlo moderno        |        |        |        |        |        |        |       |       |       |       |       | 1     | 1     | 1     | 3       |
| Raquetebol           | Raquetebol              |        | ●      | ●      | ●      | ●      | ●      | 4     | ●     | 2     |       |       |       |       |       | 6       |
| Remo                 | Remo                    |        | 5      | 5      | 4      |        |        |       |       |       |       |       |       |       |       | 14      |
| Rugby sevens         | Rugby sevens            |        | ●      | ●      | 2      |        |        |       |       |       |       |       |       |       |       | 2       |
| Squash               | Squash                  |        |        |        |        |        |        |       | ●     | ●     | 5     | ●     | ●     | 2     |       | 7       |
| Taekwondo            | Taekwondo               |        |        |        |        |        |        |       |       |       |       | 4     | 4     |       |       | 8       |
| Tênis                | Tênis                   |        |        | ●      | ●      | ●      | ●      | ●     | 5     |       |       |       |       |       |       | 5       |
| Tênis de mesa        | Tênis de mesa           |        |        |        |        |        |        |       | ●     | ●     | 2     | ●     | 3     | 2     |       | 7       |
| Tiro                 | Tiro                    |        |        |        |        |        |        |       | ●     | 4     | 1     | 3     | 3     | 4     |       | 15      |
| Tiro com arco        | Tiro com arco           |        |        |        |        |        |        |       | ●     | 4     | ●     | 6     |       |       |       | 10      |
| Triatlo              | Triatlo                 |        |        |        | 2      | 1      |        |       |       |       |       |       |       |       |       | 3       |
| Vela                 | Vela                    | ●      | ●      | ●      | ●      | ●      | 5      |       |       |       |       |       |       |       |       | 5       |
| Voleibol             | Voleibol                |        | ●      | ●      | ●      | ●      | ●      | 1     |       |       | ●     | ●     | ●     | 1     |       | 2       |
| Voleibol             | Voleibol de praia       |        |        |        |        |        |        |       |       | ●     | ●     | ●     | ●     | 2     |       | 2       |
| Total de eventos     | Total de eventos        |        | 32     | 34     | 40     | 29     | 21     | 18    | 21    | 12    | 11    | 37    | 56    | 40    | 22    | 373     |
| Total acumulado      | Total acumulado         |        | 32     | 66     | 106    | 135    | 156    | 174   | 195   | 207   | 218   | 255   | 311   | 351   | 373   | —       |
| Maio / Junho         | Maio / Junho            | 26 Sáb | 27 Dom | 28 Seg | 29 Ter | 30 Qua | 31 Qui | 1 Sex | 2 Sáb | 3 Dom | 4 Seg | 5 Ter | 6 Qua | 7 Qui | 8 Sex | Eventos |

## Quadro de medalhas
País-sede destacado
| Ordem | País          | Medalha de ouro | Medalha de prata | Medalha de bronze | Total |
| ----- | ------------- | --------------- | ---------------- | ----------------- | ----- |
| 1     | COL Colômbia  | 94              | 74               | 71                | 239   |
| 2     | BRA Brasil    | 90              | 58               | 56                | 204   |
| 3     | VEN Venezuela | 43              | 59               | 55                | 157   |
| 4     | ARG Argentina | 42              | 60               | 63                | 165   |
| 5     | CHI Chile     | 38              | 34               | 60                | 132   |
| 6     | ECU Equador   | 25              | 17               | 52                | 94    |
| 7     | PER Peru      | 22              | 29               | 41                | 92    |
| 8     | PAR Paraguai  | 6               | 10               | 14                | 30    |
| 9     | URU Uruguai   | 5               | 10               | 17                | 32    |
| 10    | BOL Bolívia   | 4               | 15               | 15                | 34    |
| 11    | PAN Panamá    | 2               | 4                | 4                 | 10    |
| 12    | SUR Suriname  | 2               |                  | 1                 | 3     |
| 13    | ARU Aruba     |                 | 2                | 1                 | 3     |
| 14    | GUY Guiana    |                 | 1                | 4                 | 5     |
| TOTAL | TOTAL         | 373             | 373              | 454               | 1 200 |